# Aviva Chomsky
Aviva Chomsky (Boston, 20 de abril de 1957) é uma professora, historiadora e ativista estadunidense. Atualmente é professora de História e coordenadora de Estudos Latino-Americanos e Caribenhos na Universidade do Estado de Salem em Massachusetts. Ela também já lecionou no Bates College e foi pesquisadora associada da Universidade Harvard.

## Vida pessoal
Filha mais velha dos linguistas Noam e Carol Chomsky, ela se uniu ao sindicato dos Trabalhadores Agrícolas Unidos em 1976, quando despertou seu "interesse na língua espanhola, nos trabalhadores migrantes e na imigração, na história do trabalho, nos movimentos sociais e na organização do trabalho, nas multinacionais e seus trabalhadores, em como as forças econômicas globais afetam os indivíduos e como as pessoas se organizam coletivamente para mudança social". Na Universidade da Califórnia em Berkeley, Chomsky obteve seu bacharelado em Espanhol e Português em 1982, mestrado em História em 1985 e Ph.D. nesta mesma área em 1990.

## Publicações

### Livros
- Undocumented: How Immigration Became Illegal, Beacon Press, Boston Massachusetts. 2014. ISBN 978-080700167-7
- A History of the Cuban Revolution, Wiley-Blackwell, New York, NY . Paperback. 224 pages. October 2010. ISBN 978-1-4051-8773-2
- Linked Labor Histories: New England, Colombia, and the Making of a Global Working Class.  Duke University Press, Durham, North Carolina.  2008.  ISBN 0-8223-4190-5
- The People Behind Colombian Coal/Bajo el manto del carbon, Aviva Chomsky, Garry Leech, Steve Striffler (Editors), 2007.  ISBN 958-97995-5-8
- They Take Our Jobs! and 20 Other Myths About Immigration.  Beacon Press, July 2007. Paperback: 236 pages . In English. (ISBN 978-0807041567).
- West Indian Workers and the United Fruit Company in Costa Rica, 1870–1940. Baton Rouge: Louisiana State University Press, 1996.  ISBN 0-8071-1979-2
- Identity and Struggle at the Margins of the Nation-State: The Laboring People of Central America and the Hispanic Caribbean, (Comparative and International Working-Class History), Aviva Chomsky and Aldo Lauria-Santiago (Editors), 1998. 404 pages. Duke University Press, Durham, North Caroline, (ISBN 978-0822322023)
- The Cuba Reader: History, Culture, Politics, Aviva Chomsky, Barry Carr, Pamela Maria Smorkaloff (Editors), Duke University Press, Durham, North Caroline, January  2004. (ISBN 978-0822331971).

### Capítulos
- The Dispossessed: Chronicles of the Desterrados of Colombia, Alfredo Molano, Haymarket Books, (ISBN 1-931859-17-5), 2005. (Foreword)
- The Profits of Extermination: How U.S. Corporate Power is Destroying Colombia, Francisco Ramírez Cuellar, Common Courage Press, (ISBN 1-56751-322-0), 2005. (Translation and introduction by Aviva Chomsky)
- Hidden Lives and Human Rights in the United States: Understanding the Controversies and Tragedies of Undocumented Immigration, edited by Lois Ann Lorentzen, Praeger Press (ISBN 1440828474), 2014. (Economic Impact of Migrants)
- Beyond Slavery: The Multilayered Legacy of Africans in Latin America and the Caribbean, edited by Darien J. Davis, Rowman & Littlefield, (ISBN 0742541312), 2007. (The Logic of Displacement: Afro-Colombians and the War in Colombia)
- Salem: Place, Myth and Memory, edited by Dane Morrison and Nancy Lusignan Schultz, Northeastern University Press, (ISBN 1555536506), 2004. (Salem as a Global City: 1850-2004)
- Identity and Struggle at the Margins of the Nation-State: The Laboring Peoples of Central America and the Hispanic Caribbean, edited by Aviva Chomsky and Lauria-Santiago, Duke University Press, (ISBN 0822322188) 1998. (Introduction and Laborers and Small-Holders in Costa Rica’s Mining Communities: 1900-1940)